# مغني أوبرا

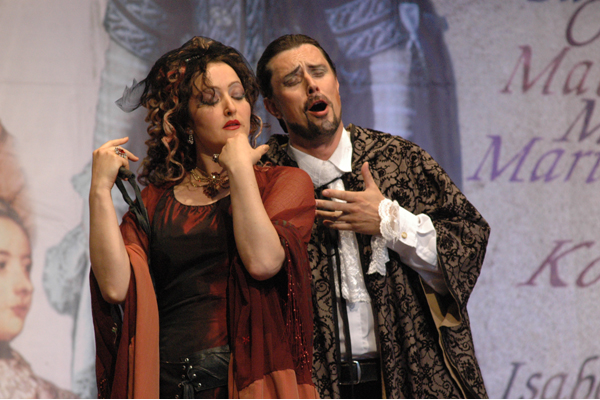

مغني أوبرا أو مغنية أوبرا هو شخص متخصص في النوع الغنائي للموسيقى الكلاسيكية (مثل الأوبرا، والأوبريت). وغالبا ما يشار إلى مغنية الأوبرا المنفردة بالإسم الإيطالي الأصلي «كونتاتريس»، أو «ديفا» في غياب مصطلح معادل للرجال، ومن أشهر مغنيات الأوبرا ماريا كالاس، مونتسيرات كابالي.
وغالبا ما يسمح تكوين مغني الأوبرا له بأداء عدة أنواع من الموسيقى الكلاسيكية العالية، سواء في مجال المقدس (مثل الترتيل، الموسيقى الدينية..) أو في المجال الموسيقي (مثل الأغاني العاطفية، الألحان، وما إلى ذلك).

## الأصوات الغنائية
يتم تصنيف المطربين إلى عدة فئات اعتمادا على نوع وقوة أصواتهم:

### النساء (من الأدنى إلى الأكثر حدة)
- كونترالتو (أو ألتو)
- ميزو-سوبرانو
- سوبرانو

### الرجال (من الأدنى إلى الأكثر حدة)
- باس
- باريتون
- تينور
- كاونترتينور
- سوبرانيست